# 古曽部焼

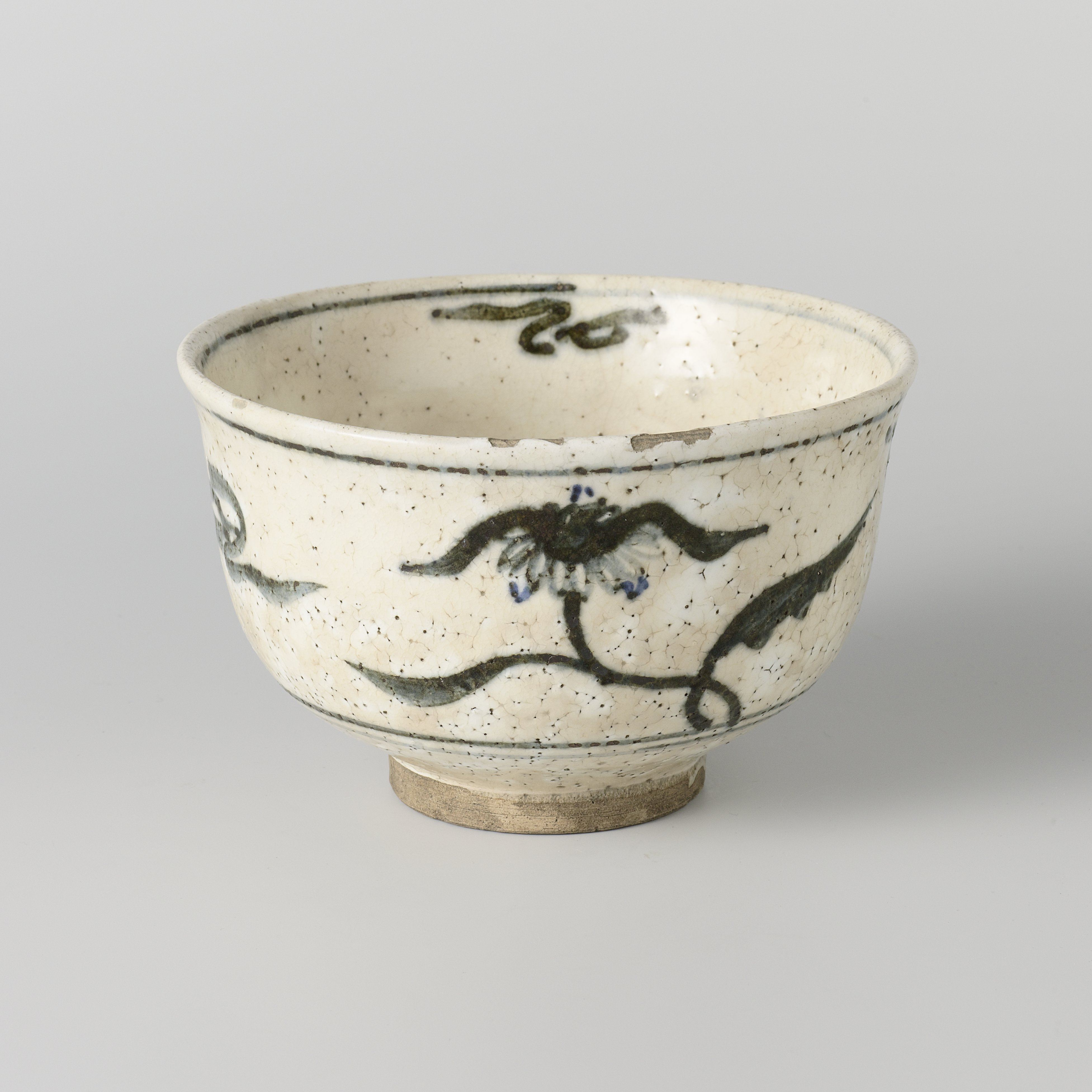
古曽部焼茶碗 アムステルダム国立美術館所蔵

古曽部焼（こそべやき）は、江戸時代後期から大正時代にかけて、摂津国嶋上郡古曾部村(現大阪府高槻市古曽部町)の五十嵐家の古曽部窯で生産された陶器。近年、五十嵐家五代の当主たちによる明治末期までの古曽部焼と、大正年間、「窯元も含む(古曽部)村の有志」が京都五条坂の陶工河合磊三を招き、河合の成型した器を古曽部窯にて焼成した磊三古曽部(らいぞうこそべ)（復興古曽部）とに区分されている。さらに昭和後期〜平成期の「新古曽部」の作品（昭和後期に寒川義崇・七里寿弥ら現代の陶芸家が高槻市内の各地で開窯した工房で「古曽部焼」の名称を用いて製造した作品）を含める場合もある。

## 歴史
古曽部の地は老ノ坂山地と大阪平野の境界上に位置する農村のひとつとして古くから開けた地で、旧村域の中央部から南部にかけての耕地（大部分が水田）は条里制にもとづく地割がおこなわれている。（詳細は古曽部を参照）。
五十嵐家以前、古曽部入道 能因(橘永愷, 988-1050/1058)が古曽部の地で陶器をてびねりした、近世初期(安土桃山時代~江戸時代寛永年間)に開かれ小堀政一(遠州)により遠州七窯の一つとされたなどの伝承がある。ただしこれらの時期の作品は伝存せず、窯跡の所在も不明である。

### 五十嵐家と古曽部窯
江戸期から大正期にいたる古曽部焼は、五十嵐家以外に窯も陶工もなく、「古曽部」の名称は、他の焼き物のような陶工集団や窯の所在地をいうのではなく、五十嵐窯の屋号のような役割を果たしていた。五十嵐家の窯の名称を「古曽部窯」という。
古曽部焼の陶祖 初代新平(1750-1829)は、この古曽部村の農家五十嵐家の出身で、京都の製陶技術を学び、寛政2,3年(1790年~91年)ごろ、古曽部の印を用いて焼くスタイルの「今日いう古曽部焼」を創始。一品ものの茶器(「變物(へちもの)」)も制作するが、日用品(「難物(なんもの)」)の大量生産を主力とした。
古曽部窯元の五十嵐家は、旧別所村(現別所本町)との境に近い古曽部東北部の平野部と丘陵部の境界（現古曽部三丁目）に居をかまえ、登り窯の本体は五十嵐邸の敷地（旧字池ノ下）に置かれ、その北方の五十嵐家が所有する竹藪（旧字歓喜寺）を「物原」(ものはら,「灰原」)として使用した。
窯元五十嵐家による窯業は明治末年、五十嵐信平(栄次郎)により「廃窯」されたが、その後も大正末年まで古曽部窯を使用した作陶が行われた（磊三古曽部）。登り窯はその後も昭和11年(1936年)ごろまでは作陶可能な状態で維持され、昭和二十年代( ~1954年)まで存在していた。現在古曽部窯跡として史跡となり、五十嵐邸の門前に「古曽部竈跡」の石碑や高槻市教育委員会による「古曽部窯跡」の案内板が設置されているが、「物原」は宅地や道路などへの転用がすすんでいる。

### 古曽部窯年表
- 寛政2,3年(1790年~91年)ごろ、初代五十嵐新平により開窯。
- 明治年間、四代信平の長男栄次郎が「信平」を襲名[注釈 10][20]して五十嵐家の五代当主となる[注釈 11][12][20][21] 。
- 「明治四十年頃」(1907年)[注釈 12][21]から「先代存命中の大正初年」[20]にかけての時期に、栄次郎の健康上の理由により「廃窰」（「窯が廃された」）[注釈 13][12][21][20][18]。
- 大正時代(1912-1926)、京都の陶工・河合磊三(かわいらいぞう,河合清一)が成形した型を使用して、「窯元(=栄次郎)も加えた村の有志」により、なんどか作陶が行われた[注釈 14][22][23][2]。(「磊三古曽部（復興古曽部）」)[2]。
- 地元の古曽部（現古曽部町）では、古曽部焼の開窯期間を「寛政三年(一七九一)から大正末期(一九二六)までの一三五年間」と伝えている[注釈 15][15] 。

### 五十嵐家歴代と弁蔵[24]
- 初代：五十嵐新平（1750-1829）楽焼を作る[25]。写しものを主とする茶器類が伝存する[26]
- 二代：五十嵐新平（新蔵）（1791-1851）一單斉信楽と名乗り、高取、唐津、高麗、南京などの写しものを得意とした[27][10]。
- 三代：五十嵐信平（信五郎）（1833-1882）27歳で窯元を継承[28]、三島、絵高麗の写しを得意とした[10]。信楽土の導入を開始、雑器の大量生産を可能とする生産体制を整え、辰砂(しんしゃ)の作品を手がける[28]
- 四代：五十嵐信平（八十治郎）（1851-1918）32歳で窯元を継承、店売りや料亭向けなどの大口注文をこなす。[1]
- 五代：五十嵐信平（栄次郎）（18??-1939）[注釈 16][29] 四代信平が現役中はその作陶活動を補佐[1]。健康上の理由で廃窯した[14]後は、歴代の作品に箱書きを行うなどの活動に従事した[1]。大正期(1912-1926)の「磊三古曽部（復興古曽部）」の製造にも、「窯元」として参加した[22]。
- 六代：五十嵐信蔵（19??~1912-1981~?）[注釈 17][30]
- 五十嵐弁蔵（二代新平の2男。3代、4代を補佐し、1904年、80余歳で没。）[20] 鼓形花器や童女人形などに「辨三」銘の作品を遺す [31][32]

## 特徴
- 各地の作風（高取、唐津、高麗、南京、三島、高麗）を模倣した抹茶碗、水差し、香炉、菓子鉢、花器などの茶道具のほか、民窯として碗類・皿物・鉢物・徳利・火鉢・急須・杯どの日用雑器を生産した[33]。日用雑器としては、淀川名物「くらわんか舟」の食器として使用された茶碗・海老絵小皿が代表的である[34]。
- 「古曾部」、「古曽部」などの銘印がもちいられ、行平鍋の把手に「古曽山」印、一部の特注品に「くらわんか」の印も使用された。大正年間に焼かれた「磊三古曽部(復興古曽部)」では、4代信平の「古曽部」銘印に三角形の内部に「磊」字を入れた銘が合わせて捺されている。
- 五十嵐家が作陶に使用した陶土は、初代新平は登り窯北側斜面より採取したが、その後、古曽部の西隣,真上村の曹洞宗寺院慈眼寺（現高槻市月見町）の裏山から採取するようになった。黄褐色を帯びた粘土質の赫土で[35]、砂気の多い質のわるいもの[36]であったため、江戸時代末期、3代信平の時期からは信楽土も導入された[37]。

## 古曽部窯以外の作品
五十嵐家の古曽部窯以外で焼かれた古曽部銘の作品について、郷土史家で骨董商の川崎嘉夫は、古曽部窯で焼かれた作品のみを「古曽部焼」（細かくは「古曽部焼」と「復興古曽部」）とし、その他の窯で焼かれたものを「古曽部の写し」である「京古曽部」とする。
茶道界では、作家名や工房(窯)の名称を明示して作品を発表する作家（の少なくとも一部）に対し、古曽部焼を「再興」した「新古曽部」と評価している。

### 新古曽部
昭和期にはいり、古曽部焼の廃窯を惜しんだ現代の陶芸家が、五十嵐家歴代の作風を学び、高槻市内で開窯、「古曽部」・「古曾部」の銘を用いた作品を制作・発表している（新古曽部）。

#### 七里寿弥
- 七里寿弥(2013没)[39]。長崎県出身。同県南松浦郡新上五島町奈良郷の寿宝寺（浄土真宗本願寺派）の子弟[40] 。「古曽部窯を再興した」と称し、工房名も「古曽部窯」を使用、作品の共布に「古曾部窯之印」の朱印を捺し、「古曾部」の銘を用いる。高槻市内にて開窯。三島写や吉祥文字の茶碗、海老絵や瑞鳥紋，福字の小皿、御本立鶴茶碗などの作品がある。

#### 寒川義崇(古曽部焼義崇窯)
- 寒川義崇(1951- )。和歌山県出身。紀州焼葵窯の初代寒川栖豊(1899-1975)の末子(第4子)。「古曽部」の銘を用いる。「古曽部焼の復興を志し」、高槻市川久保（磐手地区の北部）に昭和54年(1979年)に「茶陶 古曽部焼義崇窯」を開窯[41]。御本手や高麗写・安南写などを得意とする[42]。作品の一部に茶道の家元より「御書附」を受けている[注釈 22][43] 。

### 古曽部写
他の産地の作家が、古曽部銘を入れた古曽部風の作品（＝古曽部写(こそべうつし),古曽部手(こそべて)）を作っている例もある。

#### 伊藤隆雲
- 伊藤隆雲(1937- )　清水焼作家。「古曾部」銘を入れた三島手(三島写)茶碗を作っている。